# Taraconica
Taraconica là một chi bướm đêm thuộc họ Erebidae.